# Winchburgh
Winchburgh est un village situé dans le West Lothian, en Écosse.